# The U-Men
The U-Men — американская панк-рок-группа сформированная в 1981 году в Сиэтле и просуществовавшая до 1989 года. В период своей активности коллектив много гастролировал по Соединённым Штатам. Характерный «грязный» звук коллектива считается предшественником жанра «гранж» (он же «Саунд Сиэтла») — музыкальной сцены, которая была чрезвычайно влиятельной на Северо-западе Америки в конце 1980-х — первой половине 1990-х годов.

## История

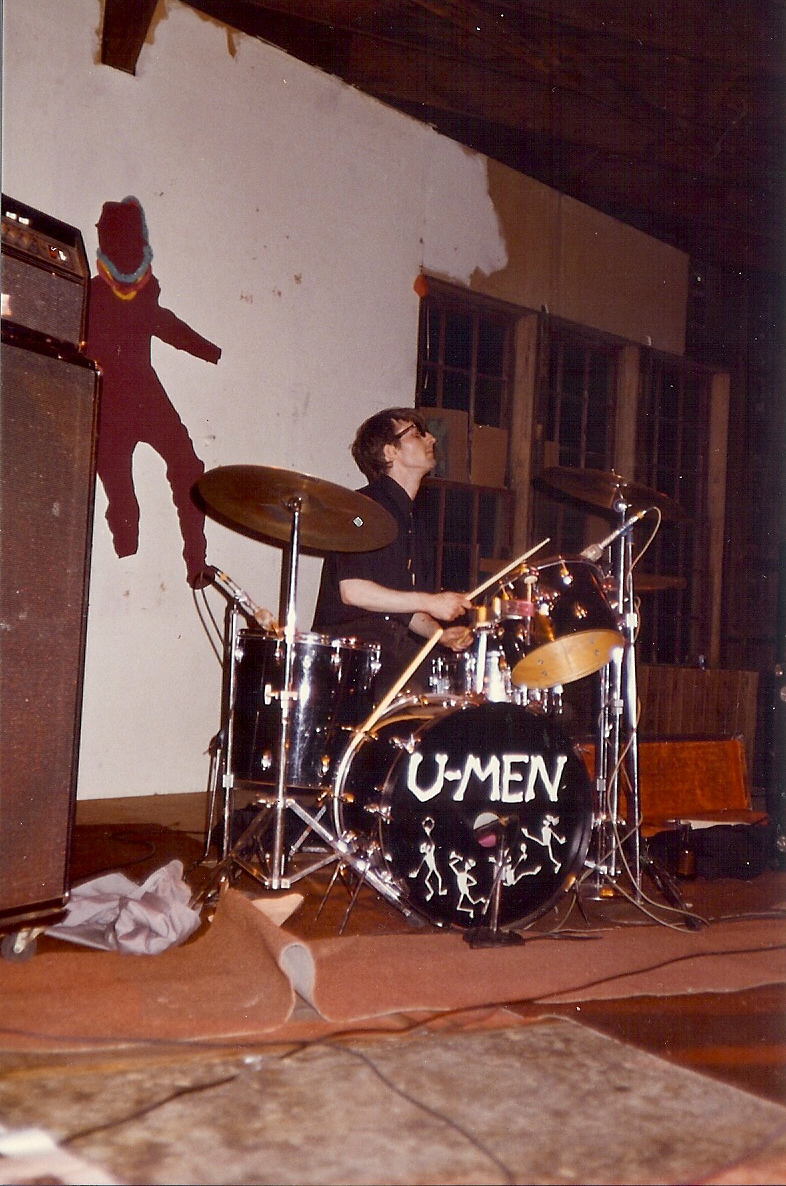
Ударник The U-Men Чарли Райан выступает с группой в одном из сиэтлских клубов

The U-Men была сформирована вокалистом Джоном Бигли и в первом своём составе включала следующих музыкантов: Том Прайс (гитара), Чарли «Чэз» Райан (ударные), Робин Бучан (бас-гитара), Джим Тиллман, впоследствии в группу также входили Том Хезелмайер и Тони Рэнсом. Новаторское альтернативное звучание группы было описано порталом AllMusic как один из ключевых вдохновителей жанра «гранж».
В 1983 году The U-Men стала первой сиэтлской альтернативной группой, продвижением которой занималась менеджер Сьюзан Сильвер, впоследствии известная по сотрудничеству с такими популярными гранж-коллективами, как Soundgarden, Alice in Chains и Screaming Trees.
Композиция «The O-Men», известной американской альтернативной рок-группы Butthole Surfers, с альбома Locust Abortion Technician является отсылкой к группе The U-Men.
После распада The U-Men гитарист Том Прайс основал гаражную панк-группу Gas Huffer, а также играл в The Monkeywrench. В свою очередь, Бигли и Райан стали сооснователями The Crows. Джим Тиллман, бас-гитарист «золотого» состава The U-Men, который записал с группой ряд ключевых релизов включая: The U-Men (1984), Stop Spinning (1985) и трек «They» для сборника Deep Six (1986), впоследствии играл в нескольких местных альтернативных группах, самая известная из которых Love Battery. Фронтмен группы Mudhoney Марк Арм отметил в предисловии к антологии Sub Pop 100 культового сиэтлского лейбла Sub Pop, что группа уже не была прежней после ухода Тиллмана .
Недолго игравший в The U-Men Том Хезелмайер ушел из коллектива из-за того, что хотел остаться в своём родном городе Миннеаполисе (вживую он выступал с группой всего один раз, когда они выступали на разогреве у Big Black в Showbox Theater, в марте 1987 года), а также уделять больше времени своему рекорд-лейблу Amphetamine Reptile, а также основной группе — Halo of Flies.

## Участники коллектива
- Джон Бигли — вокал
- Том Прайс — гитара
- Робин Бунчан — бас-гитара (1981—1982)
- Джим Тиллман — бас-гитара (1982—1986)
- Чарли Райан — ударные
- Впоследствии в группу также входили следующие бас-гитаристы:
- Том Хезелмайер[англ.] — бас-гитара (1987)
- Тони Рэнсом — бас-гитара (июль 1987—1989)

## Дискография
| |  |  |  |  |
| Сиэтлская панк-рок-группа The U-Men выступает на сцене «Metropolis». Местные группы начали смешивать метал- и панк-музыку в районе 1984 года, причем бо́льшая часть подобных экспериментов относилась к творчеству этого коллектива. Слева направо: Джон Бигли, Джим Тиллман и Том Прайс (1983 год) |  |  |  |  |

### Студийные альбомы
- Step on a Bug[англ.] (Black Label Records, 1988)

### Синглы и мини-альбомы
- The U-Men[англ.] EP (Bomb Shelter Records, 1984)
- Stop Spinning[англ.] EP (Homestead Records, 1985)
- «Solid Action» b/w «Dig It A Hole» (Black Label Records, 1987)
- «Freezebomb» b/w «That’s Wild About Jack» (Amphetamine Reptile, 1988)
- Sugar Daddy Live Split Series Vol. 1 (Amphetamine Reptile, 2012; вместе с группой Melvins)

### Сборники
- Solid Action[англ.] (Chuckie-Boy Records, 1999)
- U-Men (одноимённая антология, Sub Pop, 2017)[4]

### Участие в саундтреках и сторонних компиляциях
- «Blue Christmas» на сборнике Christmas '84
- «They» на сборнике Deep Six (C/Z Records, 1986)
- «Shoot 'Em Down (live)» на сборнике Woodshock '85 (El Jefe Records, 1986)
- «Gila» на сборнике Sub Pop 100 (Sub Pop Records, 1986)
- «Bad Little Woman» на сборнике Dope-Guns-'N-Fucking In The Streets, Vol. 1 (Amphetamine Reptile, 1988)
- «Bad Little Woman» на сборнике Dope-Guns-'N-Fucking In The Streets, Vols. 1-3 (Amphetamine Reptile Records, 1989)
- «Dig It a Hole» и «Solid Action» на саундтреке к фильму Hype! (Sub Pop Records, 1996)